# ALGOL
ALGOL (zkratka pro ALGOrithmic Language) patří do skupiny imperativních počítačových programovacích jazyků. Byl původně vyvinutý v polovině 50. let 20. století, výrazně ovlivnil mnoho ostatních programovacích jazyků a byl standardní metodou pro popis algoritmů, používaný ACM v učebnicích a akademických pracích na dalších více než 30 let. Uvažujeme-li, že většina současných jazyků je „algol-like“, byl Algol ze čtyř tehdejších vyšších programovacích jazyků (ještě Fortran, Lisp a COBOL) pravděpodobně nejúspěšnější. Byl navržen tak, aby se vyvaroval některých vnímaných problémů ve Fortranu a nakonec pozdvihl mnoho dalších programovacích jazyků, včetně jazyka B, Pascalu a jazyka C.
ALGOL zavedl kód v blocích a párování klíčových slov begin a end pro jejich ohraničení, byl také prvním jazykem, který uměl definovat vnořené funkce (nested function) se statickým rozsahem (lexical scope). Kromě toho to byl první programovací jazyk, který přitáhl pozornost k formálnímu definování jazyka a via Algol 60 Report zavedl Backusovu–Naurovu formu, určující principy zápisu konstrukce jazyka.

## Několik verzí
Oficiální názvy verzí ALGOLu jsou odvozené od roku, ve kterém byly prvně publikovány.
tři hlavní specifikace
- ALGOL 58 – původně navrhovaný název IAL (International Algorithmic Language),
- ALGOL 60 – první zavedení jako X1 ALGOL 60 v polovině roku 1960 – přepracovaný roku 1963,[3][4]
- ALGOL 68 – přepracovaný v roce 1973 – zavedl nové prvky jako dynamická pole, řezání, paralelismus, identifikaci operátorů a další rozmanité možnosti rozšíření.

### ALGOL W
Před tím, než prof. Niklaus Wirth vyvinul Pascal, založil svůj ALGOL W na ALGOLu 60. Algol-W (pro IBM S/360) měl být novou generací ALGOLu, ale komise pro ALGOL 68 se raději rozhodla pro design, který byl více komplexní a pokročilý, než čistý a zjednodušený ALGOL 60.

### ALGOL 68
Algol 68 je podstatně odlišný od Algolu 60, a nebyl dobře přijat, takže obecně „Algolem“ myslíme Algol 60 a jeho odvozeniny. Části ALGOLovité („algol-like“) syntaxe jsou občas stále používány jako pseudokód.

## Ukázka kódu
Při zápisu programů v Algolu v knihách je zvykem zvýrazňovat klíčová slova:
```
procedure
 Absmax(a) Size:(n, m) Result:(y) Subscripts:(i, k);
    
value
 n, m; 
array
 a; 
integer
 n, m, i, k; 
real
 y;

comment
 The absolute greatest element of the matrix a, of size n by m
    is transferred to y, and the subscripts of this element to i and k;

begin

    
integer
 p, q;
    y := 0; i := k := 1;
    
for
 p := 1 
step
 1 
until
 n 
do

        
for
 q := 1 
step
 1 
until
 m 
do

            
if
 abs(a[p, q]) > y 
then

                
begin
 y := abs(a[p, q]);
                    i := p; k := q
                
end

end
 Absmax
```

Skutečný způsob zápisu klíčových slov byl závislý na implementaci – v některých implementacích se zapisovala v uvozovkách.
Standard jazyka Algol 60 nedefinuje žádné nástroje pro práci s textovými řetězci ani vstupy a výstupy, proto není možné uvést tradiční příklad programu „Hello world“ ve standardním Algolu. Jedna z implementací používá následující zápis:
```
BEGIN
  FILE F(KIND=REMOTE);
  EBCDIC ARRAY E[0:11];
  REPLACE E BY "HELLO WORLD!";
  WRITE(F, *, E);
END.

```

Hello world v ALGOLu 68: 
```
begin
  printf(($gl$,"Hello, world!"))
end

```